# Östers IF
Östers IF este un club de fotbal din Växjö, Suedia fondat în anul 1930 care evoluează în .

## Jucători importanți
- Kaspars Gorkšs
- D.J. Countess
- Björn Andersson
- Inge Ejderstedt
- Anders Linderoth
- Petter Wastå
- Jan "Lill-Damma" Mattsson
- Teitur Thordarson
- Thomas Ravelli
- Pia Sundhage
- Stig Svensson
- Tommy Svensson
- Mark Watson
- Peter Wibrån
- Joachim Björklund
- Atiba Hutchinson

## Palmares
- Allsvenskan:
  - Câștigătoare (4): 1968, 1978, 1980, 1981
  - Finalistă (3): 1973, 1975, 1992
- Allsvenskan play-off:
  - Finalistă (1): 1983
- Svenska Cupen:
  - Câștigătoare (1): 1977
  - Finalistă (4): 1974, 1982, 1985, 1991